# Одноранговая связь
Одноранговая связь — простейший случай взаимодействия (связи) двух узлов компьютерной сети, когда каждому уровню протокола на первом узле соответствует аналогичный уровень протокола на втором. При этом отсутствует преобразование данных между разными протоколами одного уровня или многократное прохождение какого-либо из уровней на одном узле.

Пример одноранговой связи по протоколу http в гомогенной сети ethernet

## Источник
- Брайан Хилл. Полный справочник по Cisco = Cisco: The Complete Reference. — М.: «Вильямс», 2007. — С. 1088. — ISBN 0-07-219280-1.